# أدولف فريدريك هيسه
أدولف فريدريك هيسه (بالألمانية: Adolph Hesse) هو موزع وملحن ألماني، ولد في 30 أغسطس 1809 في فروتسواف في بولندا، وتوفي بنفس المكان في 5 أغسطس 1863.

## وصلات خارجية
- أدولف فريدريك هيس على موقع ميوزك برينز (الإنجليزية)
- أدولف فريدريك هيس على موقع ديسكوغز (الإنجليزية)